# 恒星風バブル
恒星風バブル（こうせいふうバブル、英語: stellar-wind bubble）は、スペクトル型OまたはBの大質量の1つの恒星からの高速の恒星風（数千km/s）で、星間空間に吹きつける熱いガスで満たされた、直径数光年に及ぶ空洞を意味する天文学用語である。もっと弱い恒星風でもバブルのような構造を作るが、それらは星状球 (astrosphere) と呼ばれる。太陽風の届く範囲で、全ての惑星が含まれるヘリオスフィアは、小さな恒星風バブルの例である。
恒星風バブルは、2重の衝撃波構造を作る。自由に拡張する恒星風は、内側の末端衝撃波面にぶつかり、そこでは運動エネルギーが熱に変わり、106KのX線プラズマが放出される。高温高圧となった衝撃波は拡張し、周囲の星間ガスに衝撃を与える。周囲のガスの密度が十分に高い時には、流されたガスは内部の熱いガスに比べてはるかに早く放射冷却され、熱いガスの周りに薄く比較的密度の高い殻を形成する。